# كوكب حممي

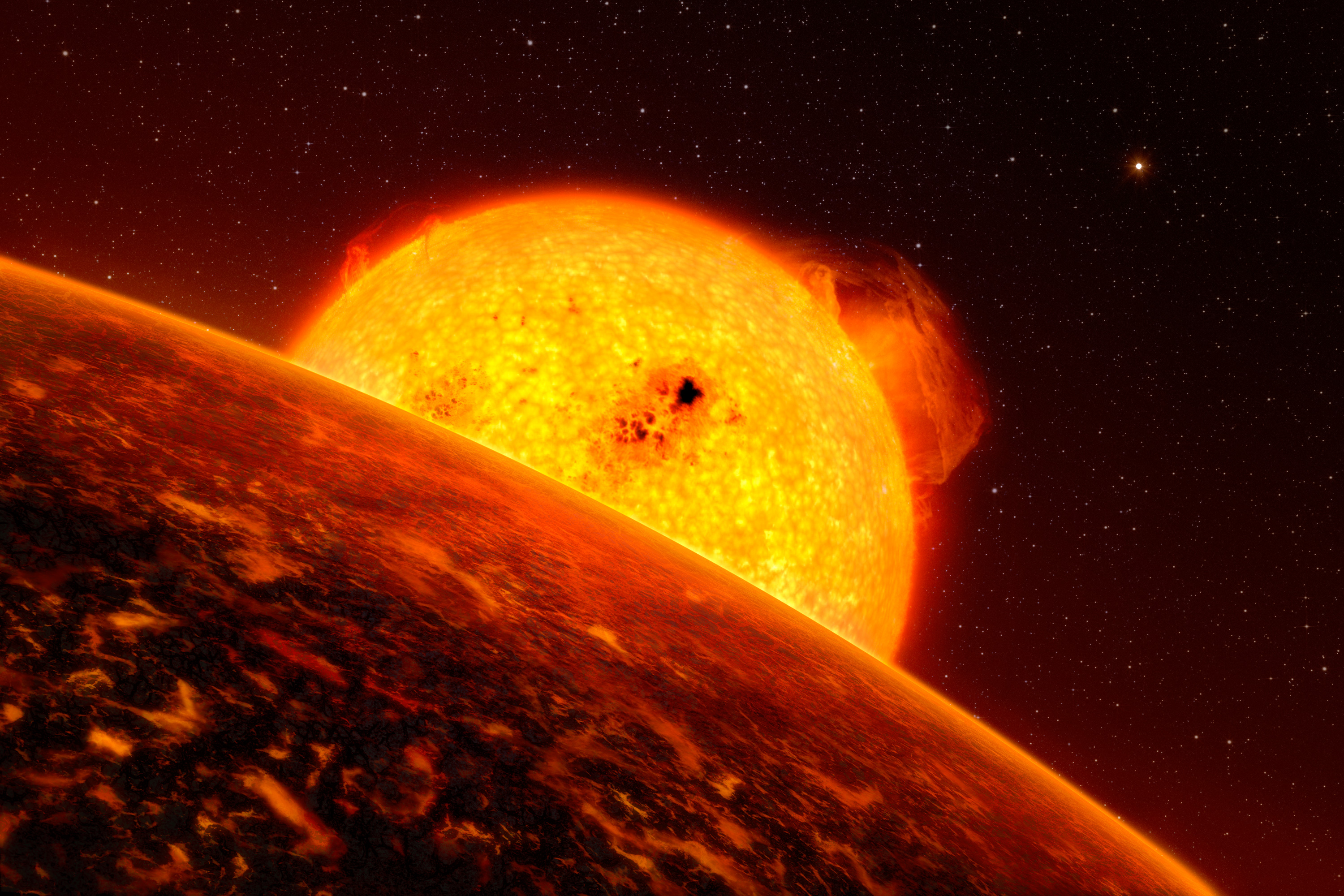
انطباع فنان عن كوروت-7b، محتمل أن يكون كوكب حممي خارج النظام الشمسي

الكوكب الحممي هو نوع افتراضي من الكواكب الأرضية، مع سطح مغطى معظمه أو كله بالحمم المنصهرة، الحالات التي يمكن أن توجد مثل هذه الكواكب تشمل الكواكب الأرضية الحديثة بعد تكونها مباشرة، أو كواكب تعرضت لحدث تصادمي كبير، أو كواكب تدور في مدار على بعد مسافة قريبة جدًا من نجمها، ما يعرضها لإشعاع كثيف وقوة المد والجزر.

## مرشحين

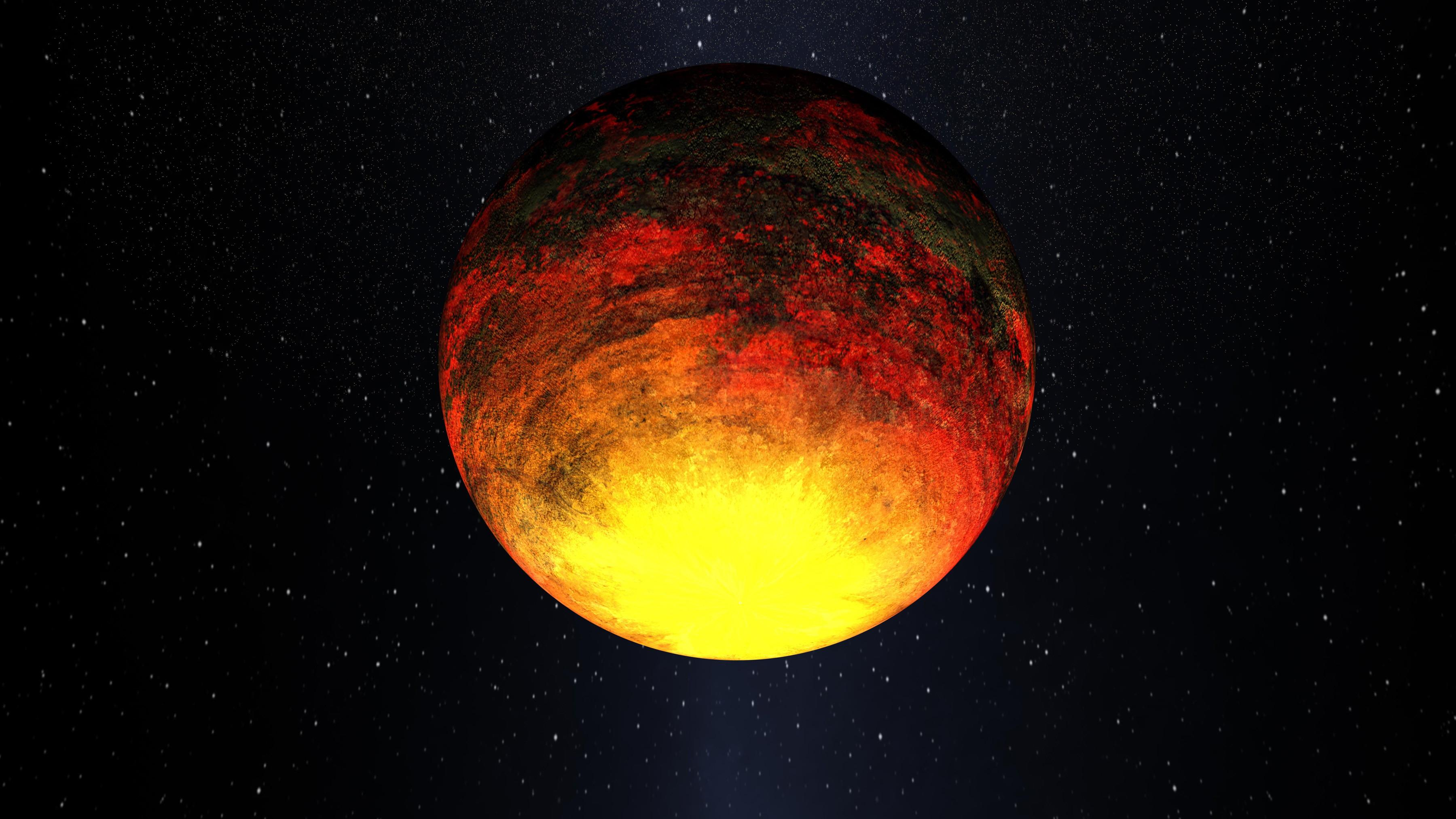
الكوكب الذي يحمل اسم Kepler-10b، والذي تصل درجة حرارته إلى 2.500 درجة فهرنهايت (أو أكثر من 1.371 درجة مئوية).وقد تم اكتشافه بواسطة تلسكوب كيبلر.

لا توجد عوالم حممية معروفة في النظام الشمسي، ووجود كواكب حممية خارج النظام الشمسي لا يزال نظريًا، عدة كواكب خارج النظام الشمسي يحتمل أن تكون عوالم حممية، بالنظر إلى كتلتها الصغيرة بما يكفي وأحجامها ومداراتها، من المحتمل أن تشمل كوروت-7b،  وكيبلر-10b،  ورجل القنطور Bb،  وكيبلر-78b.